# Географія Уругваю
Уругвай — південноамериканська країна, що знаходиться на південному сході континенту . Загальна площа країни 176 215 км² (91-ше місце у світі), з яких на суходіл припадає 175 015 км², а на поверхню внутрішніх вод — 1,2 тис. км². Площа країни трохи більша за ¼ площі України. 

## Назва
Офіційна назва — Східна Республіка Уругвай, Уругвай (ісп. Republica Oriental del Uruguay, Uruguay). Назва країни походить від назви річки Уругвай на схід від берегів якої вона лежить. Гідронім Уругвай сам по собі може походити від слова «уругуа», що мовою гуарані означає молюск, та «і» — вода, тобто «ріка молюсків». Інше можливе пояснення назви річки — від трьох слів мовою гуарані: «уру» — вид птахів, які жили на березі річки, «гуа» — перейти з, «і» — вода. Держава Уругвай була утворена 1828 року в межах іспанської південноамериканської провінції Цисплатина, назва перекладається як «Та, що за річкою Ла-Плата». Провінція входила до складу генерал-губернаторства Ла-Плата і до 1815 року носила назву Східний Берег (ісп. Banda Orientale).

## Географічне положення

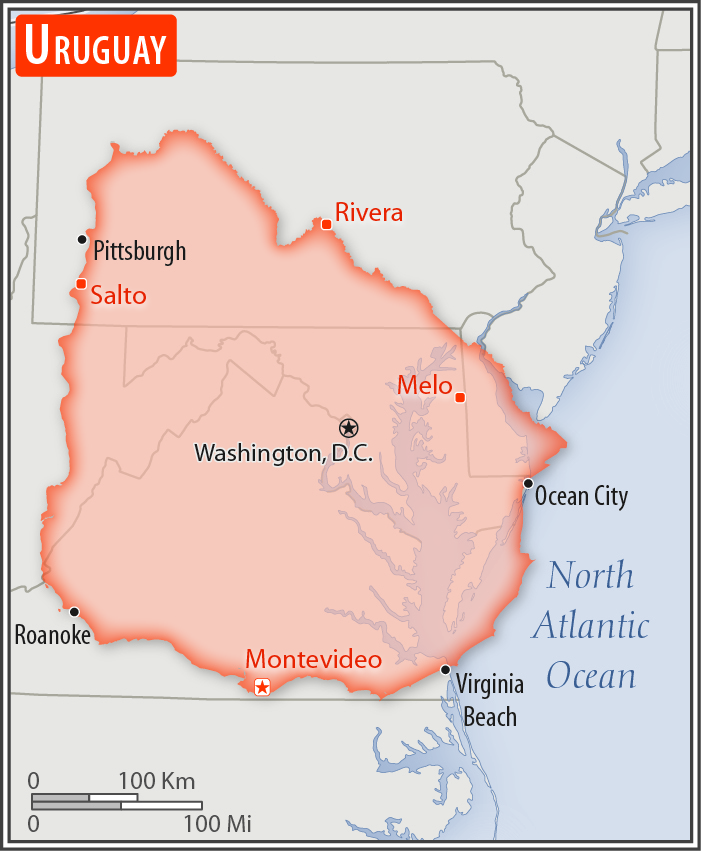
Порівняння розмірів території Уругваю та США

Уругвай — південноамериканська країна, що межує з двома іншими країнами: на півночі — з Бразилією (спільний кордон — 1050 км), на заході — з Аргентиною (541 км). Загальна довжина державного кордону — 1591 км. Уругвай на півдні омивається водами естуарію Ла-Плата, на південному сході — безпосередньо водами Атлантичного океану. Загальна довжина морського узбережжя 660 км.
Згідно з Конвенцією Організації Об'єднаних Націй з морського права (UNCLOS) 1982 року, протяжність територіальних вод країни встановлено в 12 морських миль (22,2 км). Прилегла зона, що примикає до територіальних вод, в якій держава може здійснювати контроль, необхідний для запобігання порушень митних, фіскальних, імміграційних або санітарних законів, простягається на 24 морські милі (44,4 км) від узбережжя (стаття 33). Виключна економічна зона встановлена на відстань 200 морських миль (370,4 км) від узбережжя. Континентальний шельф — 200 морських миль (370,4 км) від узбережжя.

### Час
Час в Уругваї: UTC-3 (-5 годин різниці часу з Києвом).

## Геологія

### Корисні копалини
Надра Уругваю не багаті на корисні копалини, розвідані запаси і поклади відсутні.

## Рельєф
Середні висоти — 109 м; найнижча точка — рівень вод Атлантичного океану (0 м); найвища точка — гора Серро-Катедрал (514 м). Територія країни є переважно рівнинною з пагорбами та нечисленними узвишшями.

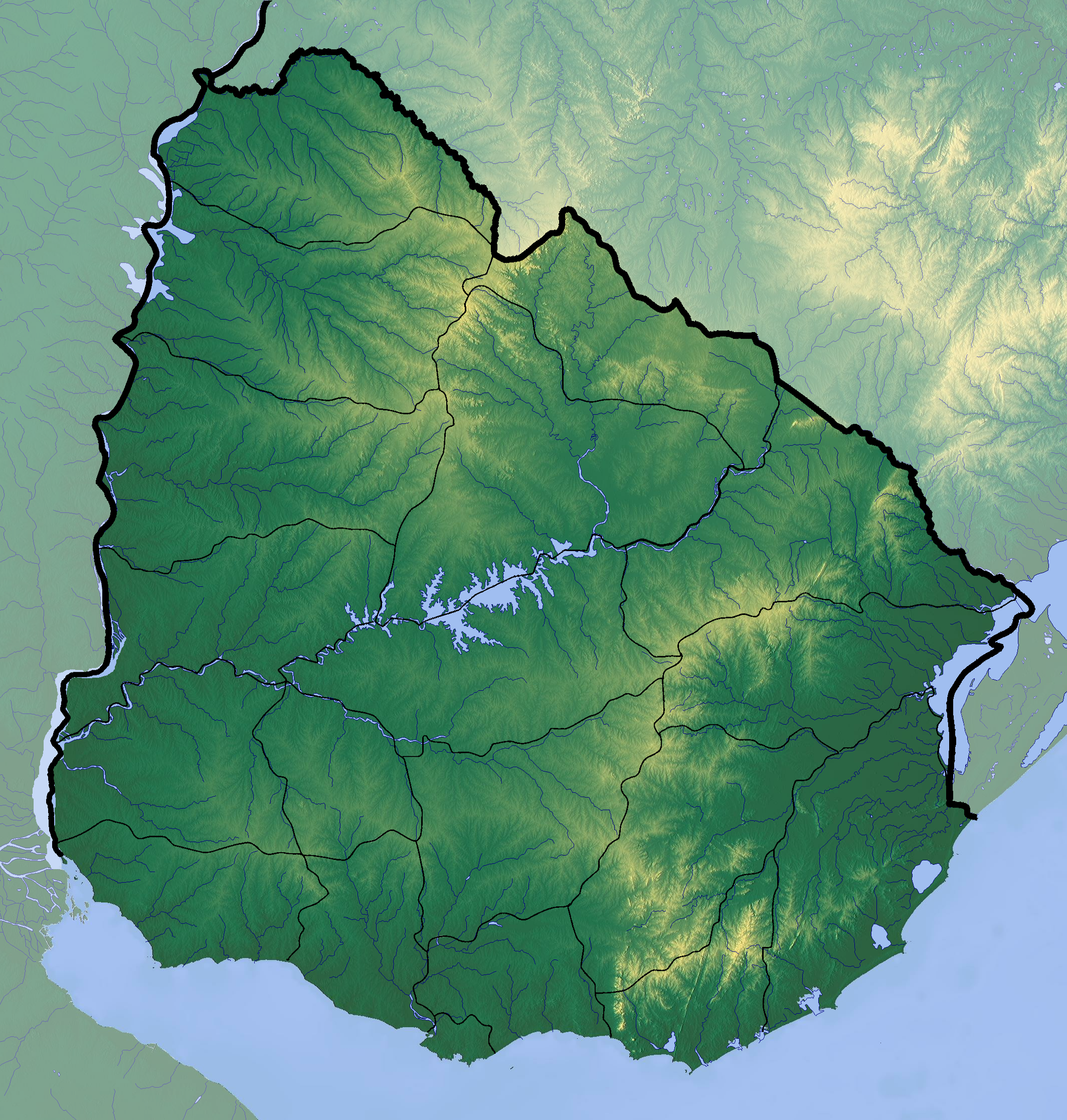
Рельєф Уругваю
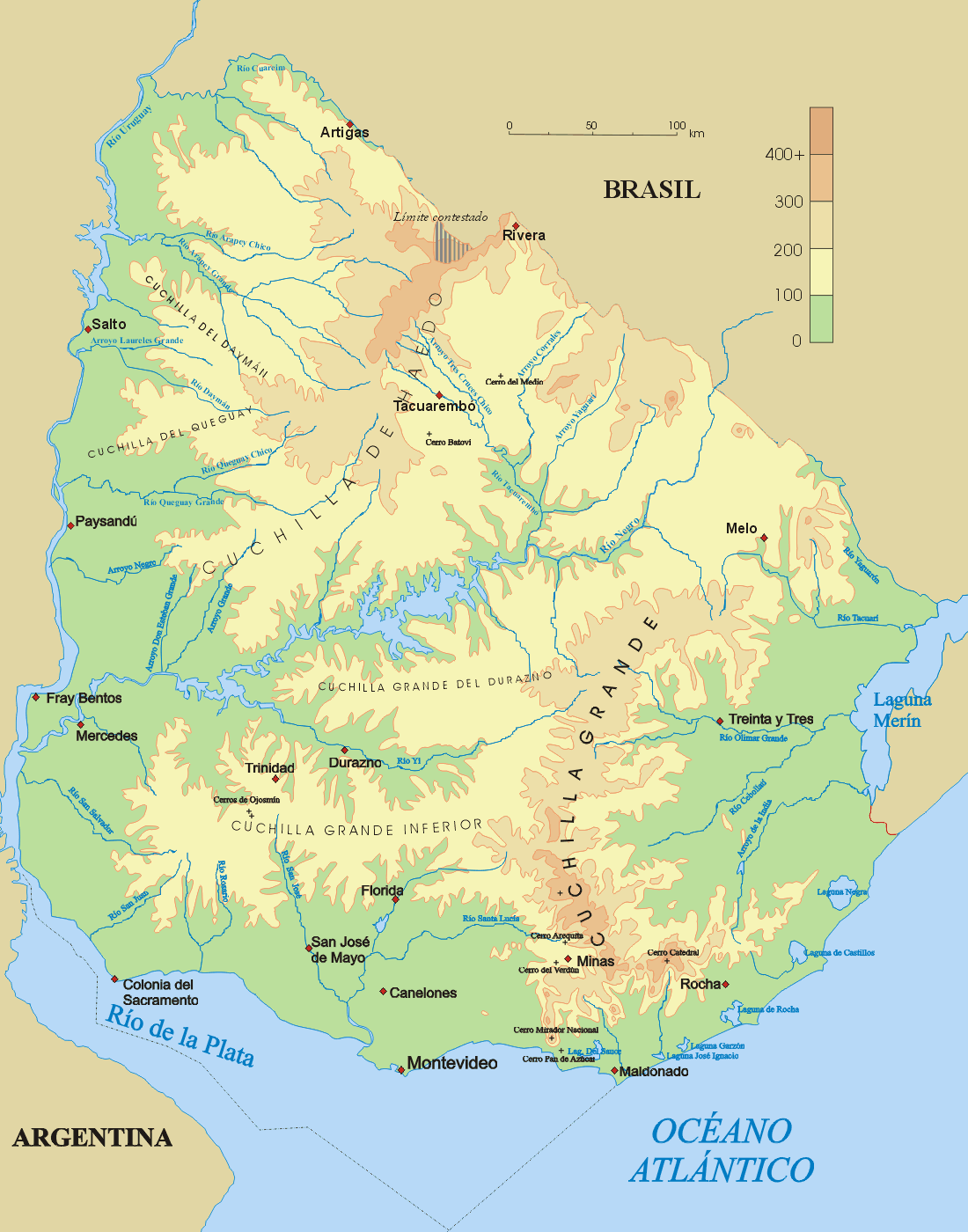
Гіпсометрична карта Уругваю
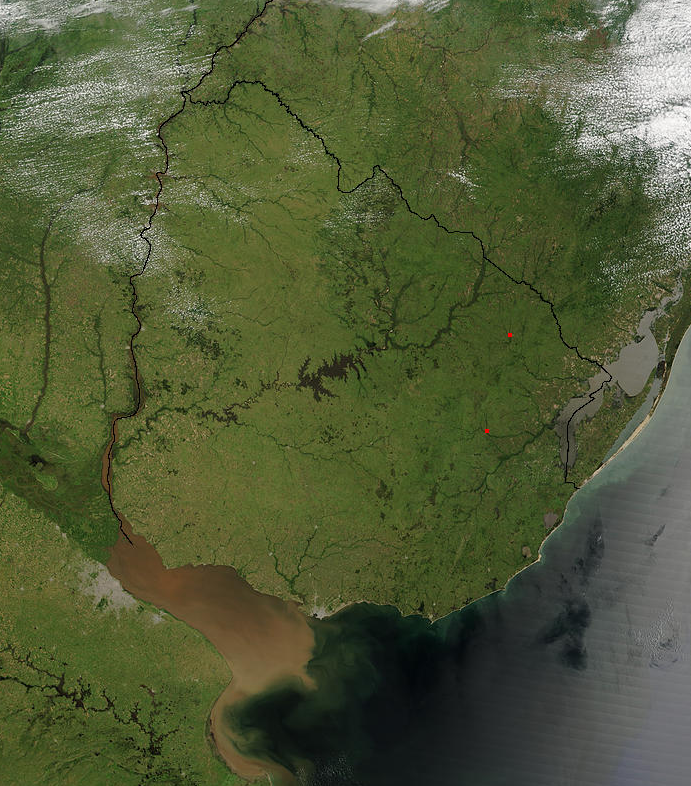
Супутниковий знімок поверхні країни
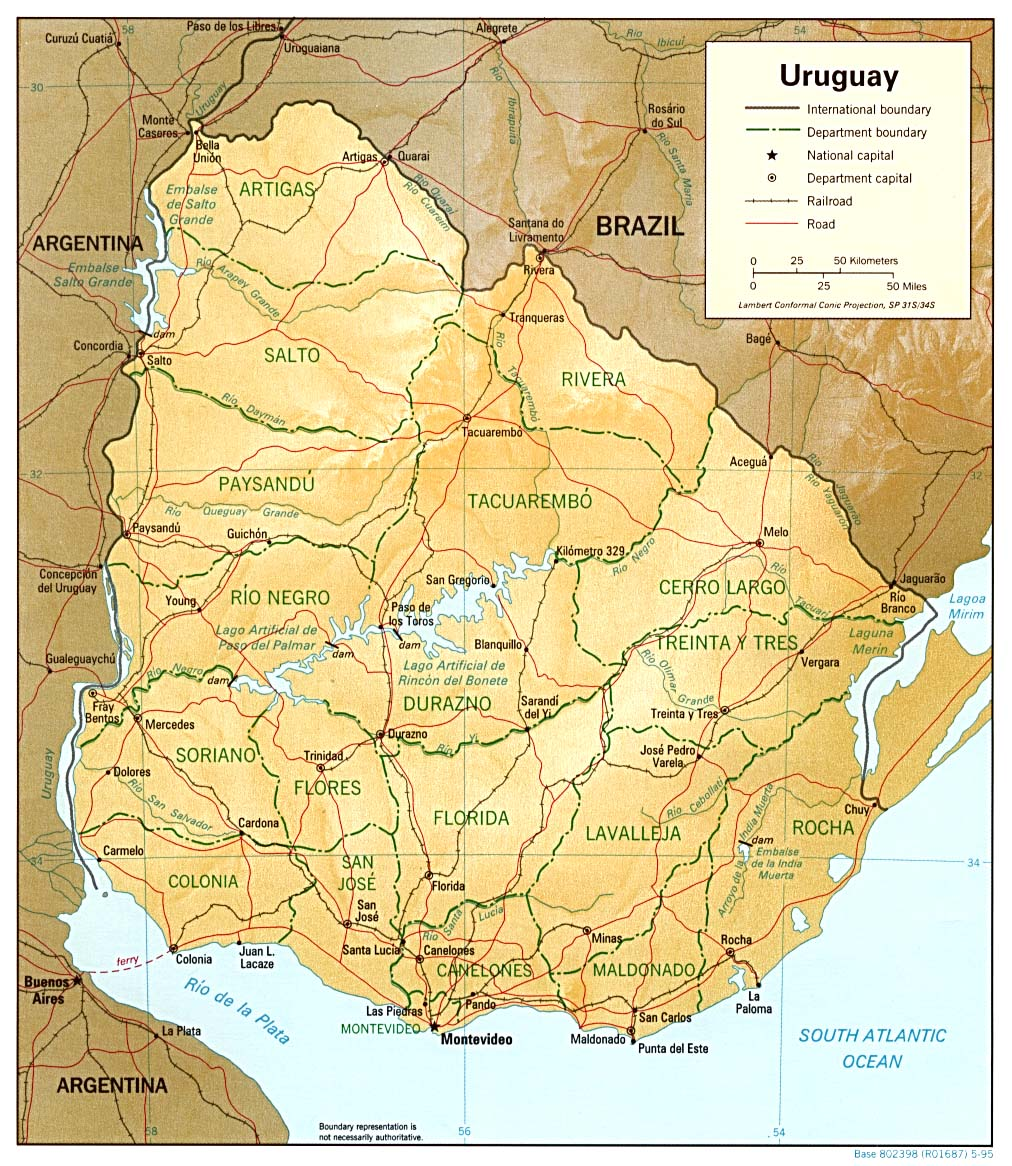
Карта країни (англ.)
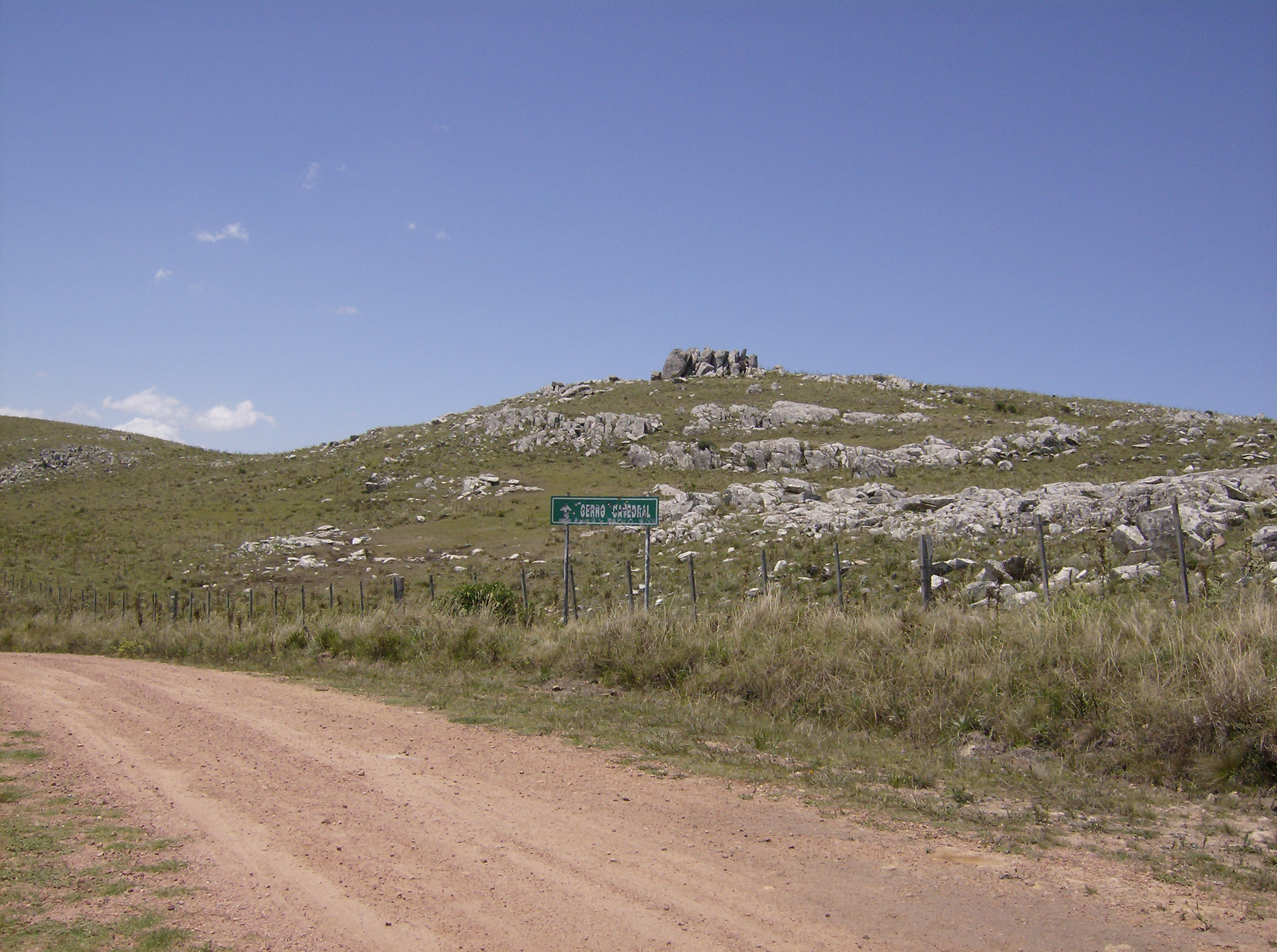
Пагорб Серро-Катедрал
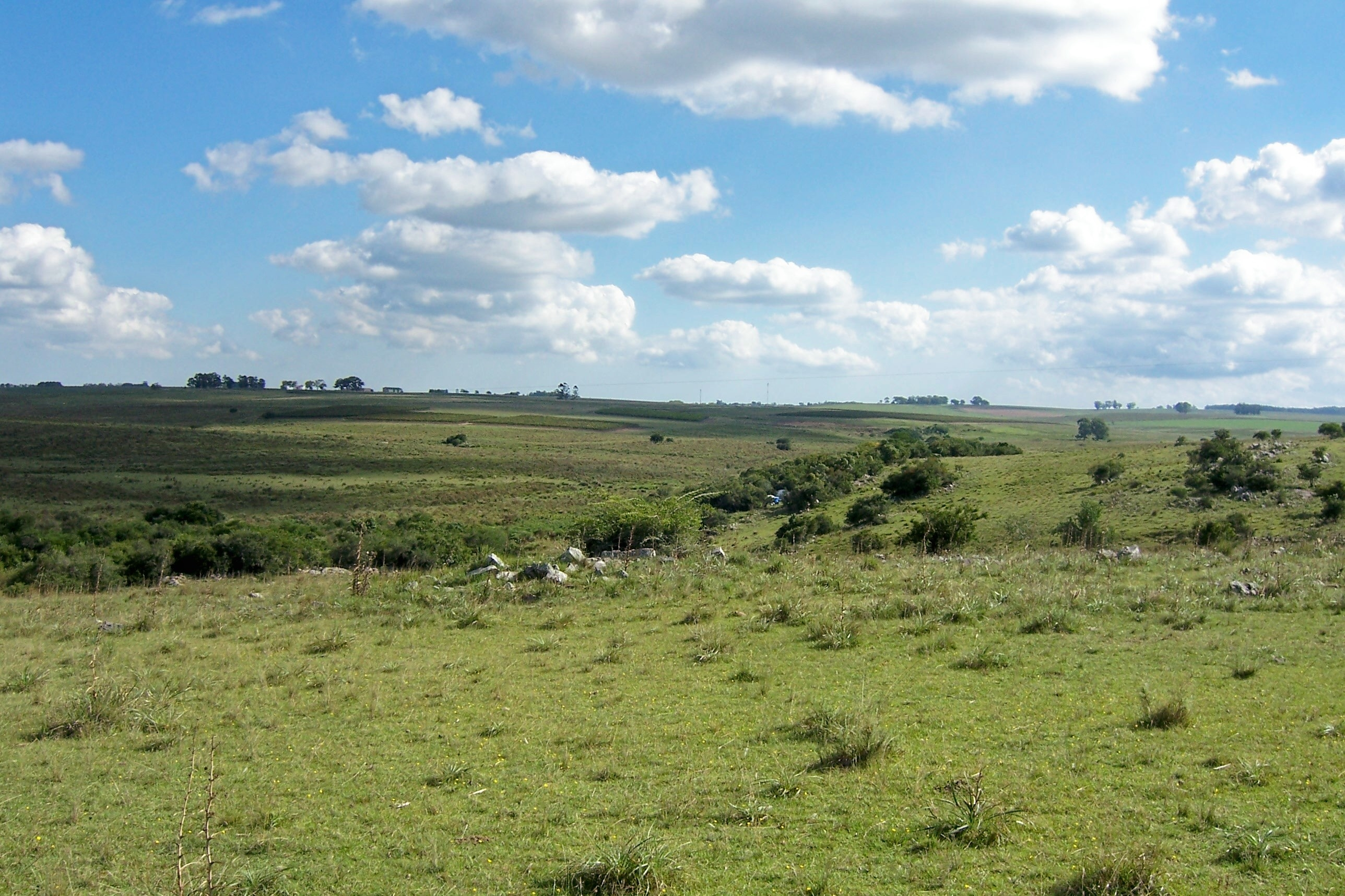
Типовий рельєф країни

## Клімат
Територія Уругваю лежить у субтропічному кліматичному поясі. Влітку переважають тропічні повітряні маси з антициклонічною погодою, взимку — помірні з циклонічною. Значні сезонні амплітуди температури повітря. Рівномірний сезонний розподіл випадіння атмосферних опадів, можливе випадіння снігу. Середні температури січня 20-24 °C, липня 10-12 °C. За рік випадає 1000—1200 мм опадів, переважно у червні-вересні.

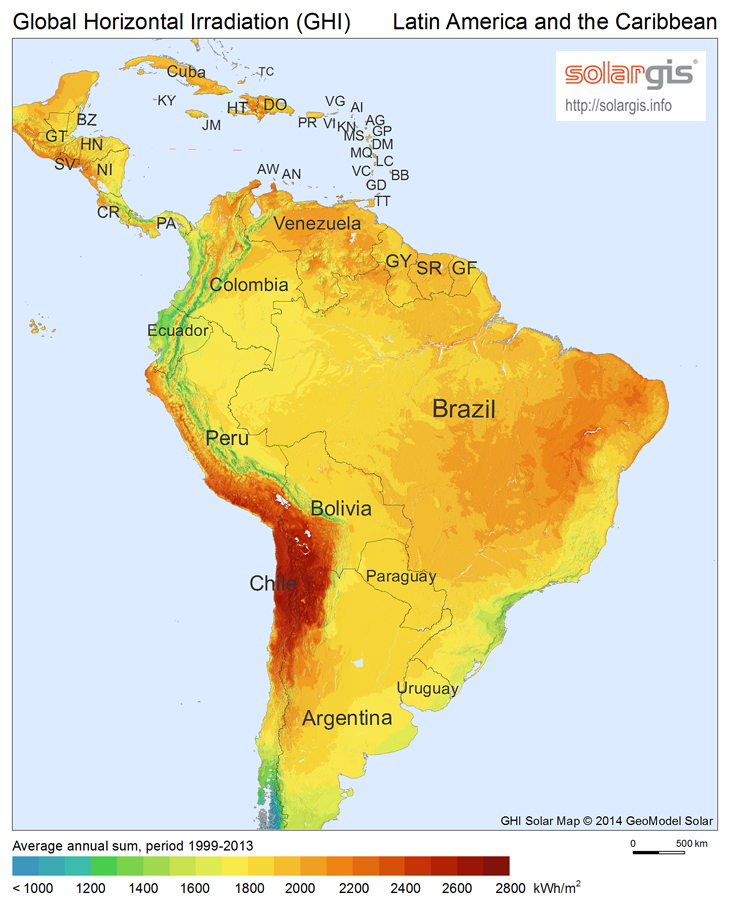
Сонячна радіація (англ.)
Кліматична карта Уругваю (за Кеппеном)Кліматична карта Уругваю (за Кеппеном)

Уругвай є членом Всесвітньої метеорологічної організації (WMO), в країні ведуться систематичні спостереження за погодою.

## Внутрішні води
Загальні запаси відновлюваних водних ресурсів (ґрунтові і поверхневі прісні води) становлять 139 км³. Станом на 2012 рік в країні налічувалось 2380 км² зрошуваних земель.

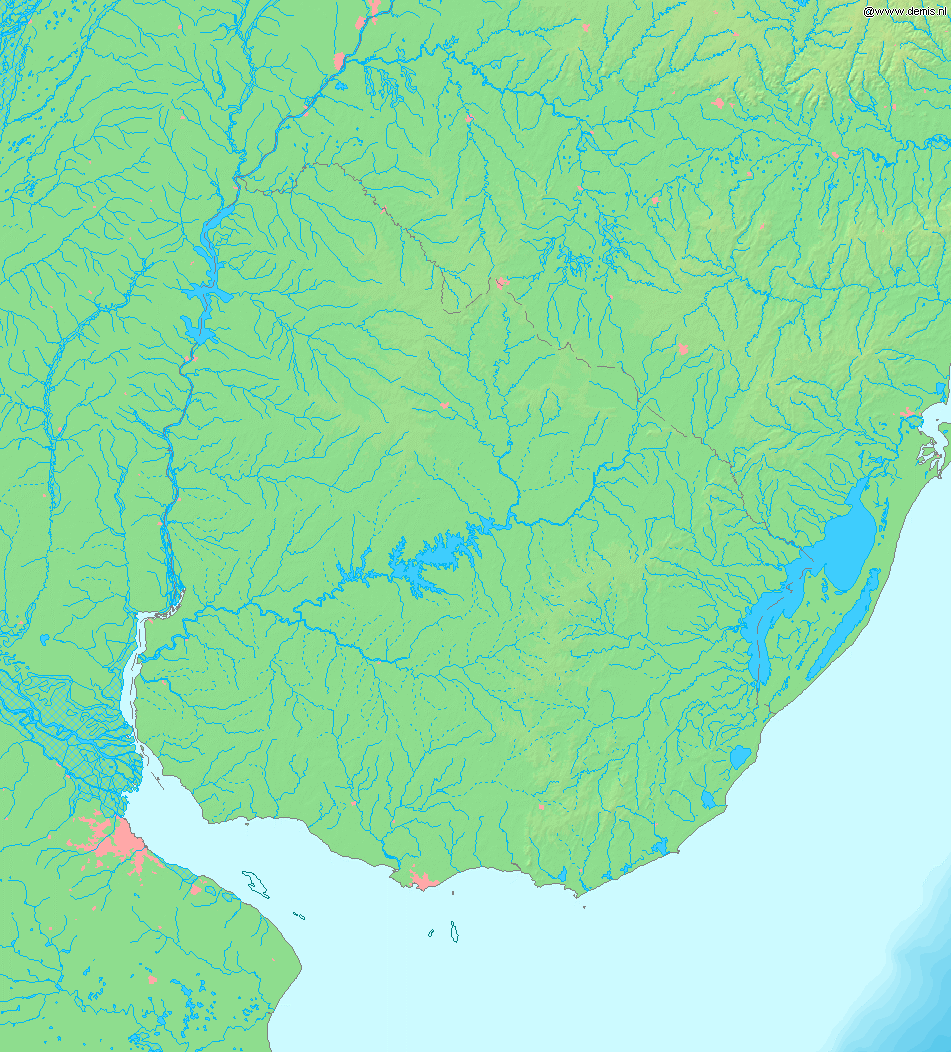
Гідрографічна мережа Уругваю
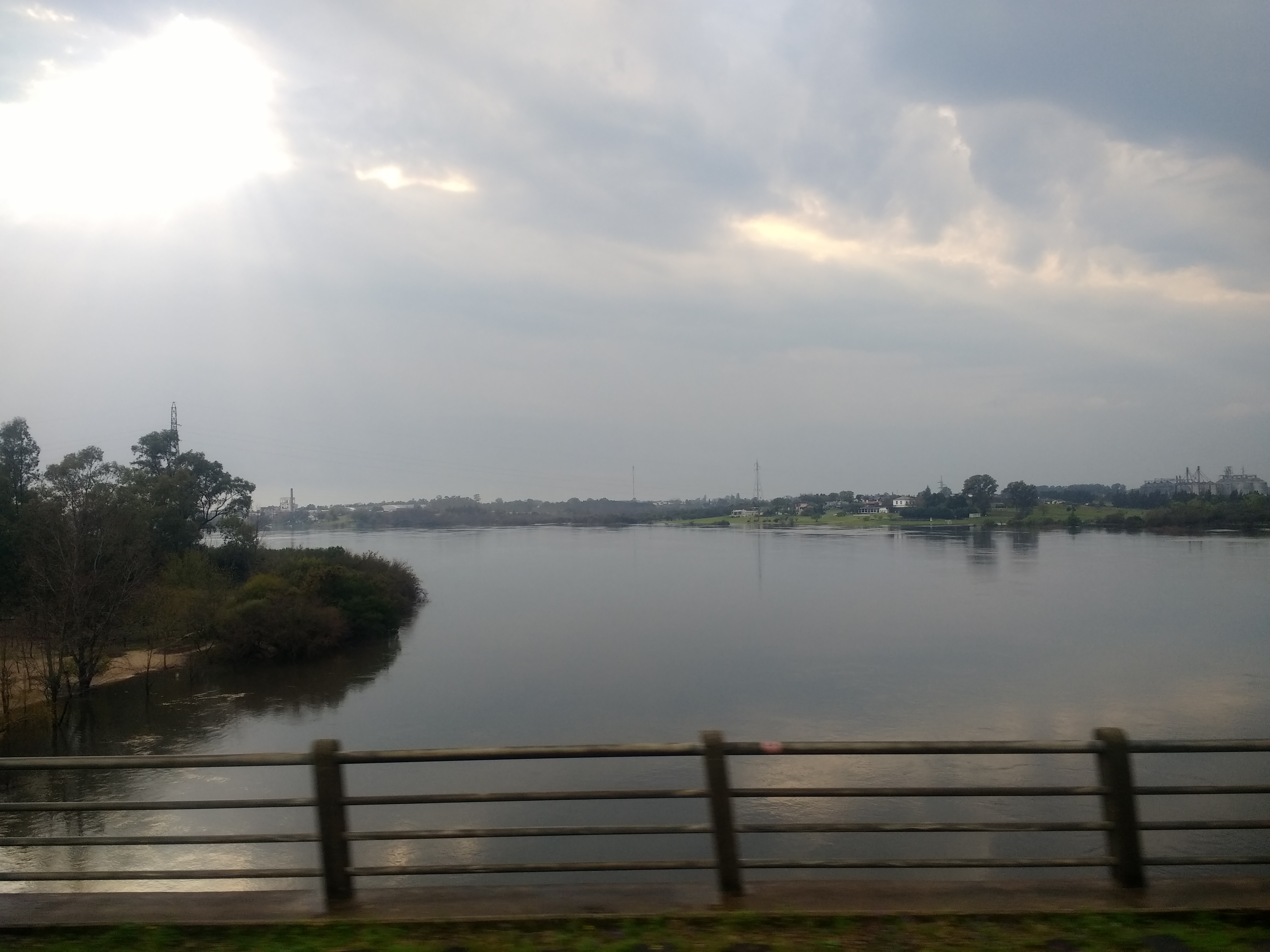
Річка Ріо-Негро
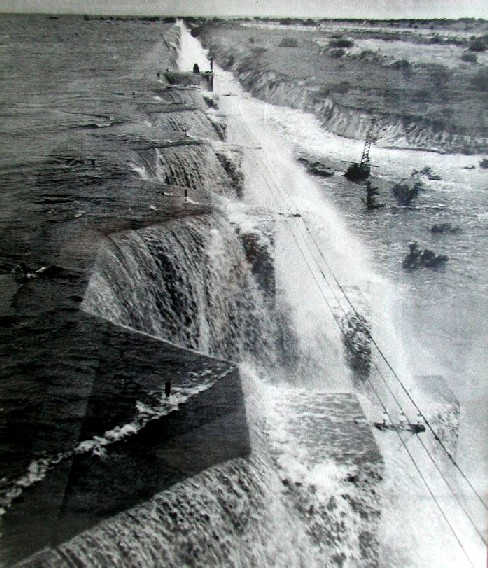
Гребля водосховища Рінкон-дель-Бонете

### Річки
Річки країни належать басейну Атлантичного океану.

## Ґрунти
Прибережні низовини мають родючі ґрунти.

## Рослинність
¾ території країни є вкрито зеленими травами пампи, ідеальною для вирощування худоби.
Земельні ресурси Уругваю (оцінка 2011 року):
- придатні для сільськогосподарського обробітку землі — 87,2 %,
  - орні землі — 10,1 %,
  - багаторічні насадження — 0,2 %,
  - землі, що постійно використовуються під пасовища — 76,9 %;
- землі, зайняті лісами і чагарниками — 10,2 %;
- інше — 2,6 %[1].

## Тваринний світ
Зоогеографічно територія країни належить до Патагонсько-Пампаської провінції Патагонсько-Андійської підобласті Неотропічної області.

## Охорона природи
Уругвай є учасником ряду міжнародних угод з охорони навколишнього середовища:
- Мадридського протоколу про охорону навколишнього середовища до Договору про Антарктику,
- Конвенції про біологічне різноманіття (CBD),
- Рамкової конвенції ООН про зміну клімату (UNFCCC),
- Кіотського протоколу до Рамкової конвенції,
- Конвенції ООН про боротьбу з опустелюванням (UNCCD),
- Конвенції про міжнародну торгівлю видами дикої фауни і флори, що перебувають під загрозою зникнення (CITES),
- Конвенції про заборону військового впливу на природне середовище (ENMOD),
- Базельської конвенції протидії транскордонному переміщенню небезпечних відходів,
- Конвенції з міжнародного морського права,
- Монреальського протоколу з охорони озонового шару,
- Міжнародної конвенції запобігання забрудненню з суден (MARPOL),
- Рамсарської конвенції із захисту водно-болотних угідь[12].

Урядом країни підписані, але не ратифіковані міжнародні угоди щодо: Лондонської конвенції про запобігання забрудненню моря скиданням відходів,
- Конвенції з охорони морських живих ресурсів[1].

## Стихійні лиха та екологічні проблеми
На території країни спостерігаються небезпечні природні явища і стихійні лиха: сезонні холодні штормові вітри памперо з Аргентини; посухи, повіді.

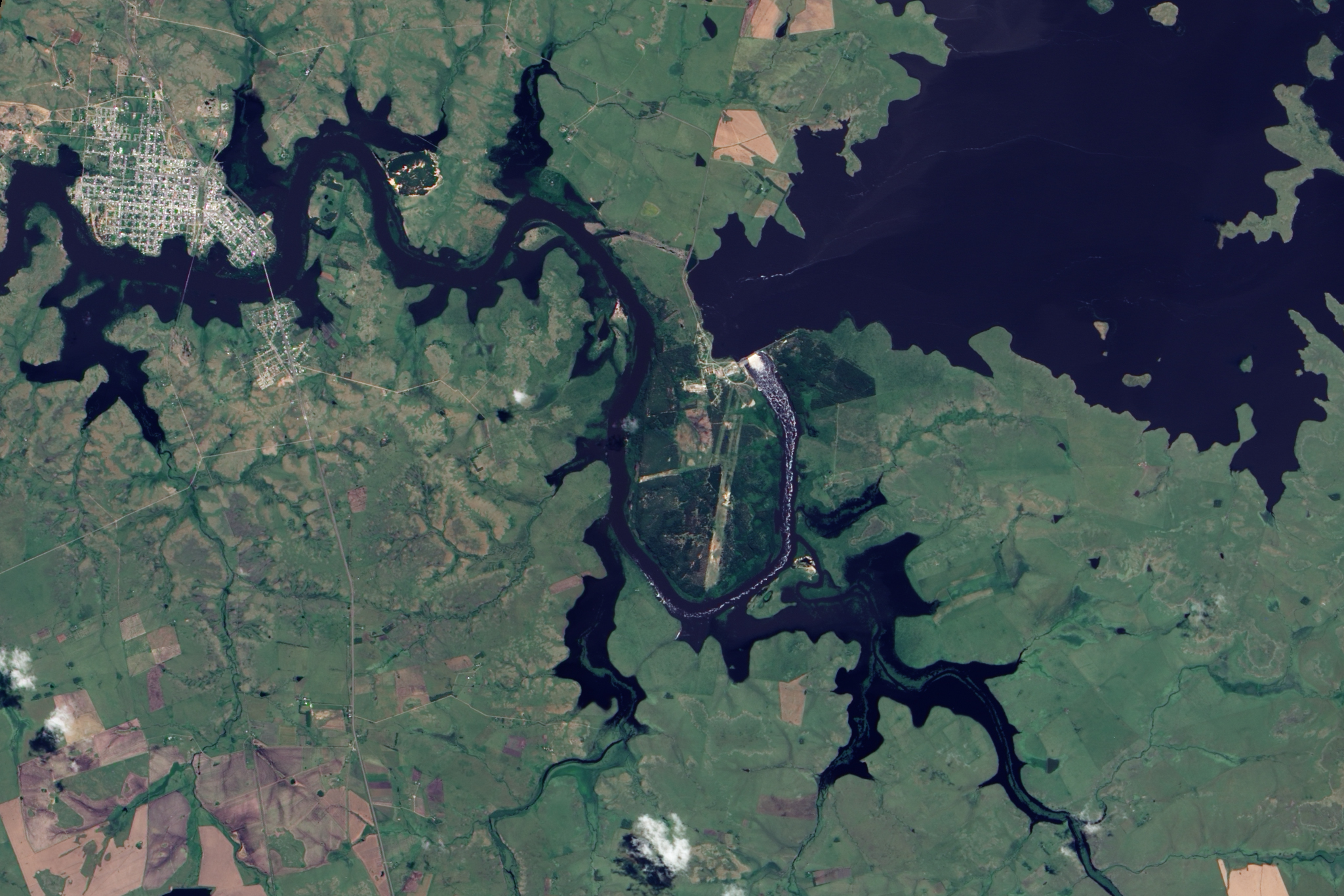
Паводок на Ріо-Негро

Серед екологічних проблем варто відзначити:
- забруднення вод відходами м'ясо-консервної промисловості;
- низький менеджмент сміттєзвалищ.

## Фізико-географічне районування
У фізико-географічному відношенні територію Уругваю можна розділити на _ райони, що відрізняються один від одного рельєфом, кліматом, рослинним покривом: .

### Українською
- Атлас світу / голов. ред. І. С. Руденко ; зав. ред. В. В. Радченко ; відп. ред. О. В. Вакуленко. — К. : ДНВП «Картографія», 2005. — 336 с. — ISBN 9666315467.
- Атлас. 7 клас. Географія материків і океанів / Укладачі О. Я. Скуратович, Н. І. Чанцева. — К. : ДНВП «Картографія», 2014.
- Бєлозоров С. Т. Географія материків. — К. : Вища школа, 1971. — 371 с.
- Барановська О. В. Фізична географія материків і океанів : навч. посіб. для студентів ВНЗ : [у 2 ч.]. — Н. : Ніжинський державний університет ім. Миколи Гоголя, 2013. — 306 с. — ISBN 978-617-527-106-3.
- Уругвай // Гірничий енциклопедичний словник : [у 3-х тт.] / за ред. В. С. Білецького. — Д. : Східний видавничий дім, 2004. — Т. 3. — 752 с. — ISBN 966-7804-78-X.
- Дубович І. А. Країнознавчий словник-довідник. — 5-те вид., перероб. і доп. — К. : Знання, 2008. — 839 с. — ISBN 978-966-346-330-8.
- Панасенко Б. Д. Фізична географія материків : навч. посіб. : в 2 ч. — В. : ЕкоБізнесЦентр, 1999. — 200 с.
- Юрківський В. М. Регіональна економічна і соціальна географія. Зарубіжні країни: Підручник. — 2-ге. — К. : Либідь, 2001. — 416 с. — ISBN 966-06-0092-5.

### Англійською
- (англ.) Graham Bateman. The Encyclopedia of World Geography. — Andromeda, 2002. — 288 с. — ISBN 1871869587.

### Російською
- (рос.) Уругвай // Латинская Америка. Энциклопедический справочник [в 2-х тт.] / Главный редактор В. В. Вольский. — М. : Советская энциклопедия, 1982. — Т. 2. К-Я. — 656 с.
- (рос.) Авакян А. Б., Салтанкин В. П., Шарапов В. А. Водохранилища. — М. : Мысль, 1987. — 326 с. — (Природа мира)
- (рос.) Алисов Б. П., Берлин И. А., Михель В. М. Курс климатологии [в 3-х тт.] / под. ред. Е. С. Рубинштейна. — Л. : Гидрометиздат, 1954. — Т. 3. Климаты земного шара. — 320 с.
- (рос.) Апродов В. А. Зоны землетрясений. — М. : Мысль, 2010. — 462 с. — (Природа мира) — ISBN 978-5-244-01122-7.
- (рос.) Букштынов А. Д., Грошев Б. И., Крылов Г. В. Леса. — М. : Мысль, 1981. — 316 с. — (Природа мира)
- (рос.) Власова Т. В. Физическая география материков. С прилегающими частями океанов. Южная Америка, Африка, Австралия и Океания, Антарктида. — 4-е, перераб. — М. : Просвещение, 1986. — 269 с.
- (рос.) Гвоздецкий Н. А. Карст. — М. : Мысль, 1981. — 214 с. — (Природа мира)
- (рос.) Гвоздецкий Н. А., Голубчиков Ю. Н. Горы. — М. : Мысль, 1987. — 400 с. — (Природа мира)
- (рос.) Дорст Ж. Центральная и Южная Америка. — М. : Прогресс, 1977. — 318 с. — (Континенты, на которых мы живем)
- (рос.) Географический энциклопедический словарь: географические названия / под. ред. А. Ф. Трёшникова. — 2-е изд., доп. — М. : Советская энциклопедия, 1989. — 585 с. — ISBN 5-85270-057-6.
- (рос.) Исаченко А. Г., Шляпников А. А. Ландшафты. — М. : Мысль, 1989. — 504 с. — (Природа мира) — ISBN 5-244-00177-9.
- (рос.) Каплин П. А., Леонтьев О. К., Лукьянова С. А., Никифоров Л. Г. Берега. — М. : Мысль, 1991. — 480 с. — (Природа мира) — ISBN 5-244-00449-2.
- (рос.) Словарь современных географических названий / под общей редакцией акад. В. М. Котлякова. — Екатеринбург : У-Фактория, 2006.
- (рос.) Литвин В. М., Лымарев В. И. Острова. — М. : Мысль, 2010. — 288 с. — (Природа мира) — ISBN 978-5-244-01129-6.
- (рос.) Лобова Е. В., Хабаров А. В. Почвы. — М. : Мысль, 1983. — 304 с. — (Природа мира)
- (рос.) Максаковский В. П. Географическая картина мира. Книга I: Общая характеристика мира. — М. : Дрофа, 2008. — 495 с. — ISBN 978-5-358-05275-8.
- (рос.) Максаковский В. П. Географическая картина мира. Книга II: Региональная характеристика мира. — М. : Дрофа, 2009. — 480 с. — ISBN 978-5-358-06280-1.
- (рос.) Уругвай // Поспелов Е. М. Топонимический словарь. — М. : АСТ, 2005. — 229 с. — ISBN 5-17-016407-6.
- (рос.) География / под ред. проф. А. П. Горкина. — М. : Росмэн-Пресс, 2006. — 624 с. — (Современная иллюстрированная энциклопедия) — ISBN 5-353-02443-5.
- (рос.) Физико-географический атлас мира. — М. : Академия наук СССР и Главное управление геодезии и картографии ГУГК СССР, 1964. — 298 с.
- (рос.) Энциклопедия стран мира / глав. ред. Н. А. Симония. — М. : НПО «Экономика» РАН, отделение общественных наук, 2004. — 1319 с. — ISBN 5-282-02318-0.